# Jezioro Błotne
Jezioro Błotne – naturalny zbiornik wytopiskowy, bezodpływowy, pochodzenia polodowcowego, położony w województwie lubuskim, w granicach administracyjnych Gorzowa Wielkopolskiego, w dzielnicy Piaski, obecnie skanalizowany.

## Charakterystyka
Powierzchnia lustra wody wynosi 1,50 ha. Jezioro wraz z terenami zielonymi ograniczone jest ul. Błotną (skąd pochodzi jego nazwa), ul.Cegielskiego, ogrodzeniem Zespołu Szkół nr 21 im. Orląt Lwowskich i drogą dojazdową do szkoły. Do jeziora odprowadzane są wody deszczowe z pobliskiego osiedla Piaski. Obecnie tereny jemu przyległe pełnią rolę rekreacyjną. Na miejscu znajduje się wiata ze stołami i siedziskami oraz grill, można poobserwować ptactwo. Nad jeziorem obowiązuje zakaz kąpieli.

## Historia
Po raz pierwszy wspomniane zostało w 1517 r., gdy Marwitzom z Marwitz potwierdzono posiadanie wsi Chwalęcice z małym jeziorem w pobliżu ich dworu.
Do końca XIX w. jeziorko było bardzo odległym zakątkiem dla mieszkańców ówczesnego Landsbera. Dopiero w 1899 uruchomienie komunikacji tramwajowej przybliżyło tę część miasta, wówczas linia tramwajowa kończyła się przy ówczesnych koszarach, a dzisiejszym budynku, który służy sądom. Od tej pory jeziorko zaczęło być miejskim kąpieliskiem, największym w granicach miasta. Ówcześnie nazywało się ono Heinersdorfer See (jez. Chwalęcickie) i miało 3,24 ha. Zbudowano wtedy pięciometrową trampolinę, która była atrakcją wysypanej czystym piaskiem plaży. Po likwidacji garnizonu kąpieliskiem opiekowały się towarzystwa pływackie i łyżwiarskie. Po wojnie następowała stopniowa degradacja zbiornika. Na przełomie lat 60. i 70. funkcjonowało tam dzikie kąpielisko. Wówczas można było jeszcze spotkać rzadkie gatunki zwierząt, m.in. traszki i żółwie błotne. Ostatnie ślady poniemieckiej infrastruktury zginęły pod stertami gruzu zwiezionego z pobliskich placów budów w latach 80. Plaża całkowicie zanikła pod koniec lat 90., a jezioro stało się zanieczyszczonym i zapuszczonym miejscem. Od 2002 roku okoliczni mieszkańcy, równolegle z miejskimi inwestycjami, doprowadzają do rewitalizacji tych terenów. Wybudowano kolektor i przepompownię, zarybiono jezioro, oczyszczono skarpy, wykarczowano zarośla, wytyczono ścieżki rowerowe, dodatkowo tereny zielone zagospodarowano elementami małej architektury. Dziś jeziorko jest częstym miejscem spacerów i innych form aktywnego wypoczynku, m.in. wędkarstwa.

## Flora i fauna
W większości strome brzegi jeziora porasta sit rozpierzchły, trzcina pospolita i pałka wąskolistna – kilkumetrowe odcinki. Można zaobserwować także pływające bez przychówku kaczki krzyżówki. Dno zbiornika jest mulisto-ilaste. Jezioro było wielokrotnie zarybiane, m.in. płocią i karpiem.